# Municipio de Mayarí
Municipio de Mayarí är en kommun i Kuba.   Den ligger i provinsen Provincia de Holguín, i den östra delen av landet, 700 km öster om huvudstaden Havanna. Antalet invånare är 105 505. Arean är 1 307 kvadratkilometer. Municipio de Mayarí gränsar till Cueto.
Terrängen i Municipio de Mayarí är kuperad åt sydost, men åt nordväst är den platt.